# Niederländische Badmintonmeisterschaft 2004
Die Niederländische Badmintonmeisterschaft 2004 war die 59. Austragung der nationalen Titelkämpfe im Badminton in den Niederlanden.

## Sieger und Finalisten
| Disziplin    | Gold                      | Silber                               |
| ------------ | ------------------------- | ------------------------------------ |
| Herreneinzel | Dicky Palyama             | Gerben Bruijstens                    |
| Dameneinzel  | Yao Jie                   | Brenda Beenhakker                    |
| Herrendoppel | Dicky Palyama Chris Bruil | Dennis Lens Joéli Residay            |
| Damendoppel  | Yao Jie Lotte Bruil       | Brenda Beenhakker Judith Meulendijks |
| Mixed        | Chris Bruil Lotte Bruil   | Jürgen Wouters Eva Krab              |